# Iridescent
"Iridescent" là một bài hát của ban nhạc rock người Mỹ Linkin Park, được công bố là đĩa đơn cuối cùng từ album phòng thu thứ 4 của họ, A Thousand Suns, được phát hành vào ngày 14 tháng 9 năm 2010. Video nhạc được đạo diễn bởi Joe Hahn (tay đẩy đĩa của ban nhạc) và được phát trên MTV ngày 6 tháng 3. "Iridescent" còn được dùng làm nhạc nền cho bộ phim Transformers: Dark of the Moon, nối tiếp đóng góp nhạc nền cho series phim Transformers.

## Hoàn cảnh
Tháng 4 năm 2011, trên trang web chính của Linkin Park xuất hiện một video quảng cáo, bao gồm biểu tượng của Autobot và 17 giây của "Iridescent". Một vài ngày sau, Mike Shinoda tuyên bố rằng bài hát sẽ là đĩa đơn thứ 4 từ album A Thousand Suns. Ông cũng xác nhận một bản ngắn hơn đã được sáng tác cho phim Transformers: Dark of the Moon. Shinoda cho biết quá trình hợp tác bắt đầu khi Michael Bay, đạo diễn của loạt phim, đã gọi cho ông để hỏi về khả năng ban nhạc tiếp tục chọn các bài hát cho phim Transformers (trước đó họ đã chọn bài "What I've Done" cho phim đầu tiên và thu âm bài "New Divide" cho riêng phim thứ hai). Shinoda quyết định đặt "Iridescent" vào phim vì bài hát được fan yêu thích và cho rằng nó "phù hợp một cách tự nhiên".
Nhà soạn nhạc của bộ phim, Steve Jablonsky, một fan từ lâu của ban nhạc, đồng ý với sự lựa chọn, nói rằng bài hát phù hợp với bản nhạc phim của ông, cũng như cốt truyện của phim. Cả Shinoda và Jablonsky đồng ý rằng bài hát này phù hợp với bộ phim, lý do vì bộ phim được xây dựng "tích cực" hơn những phim trước.
"Iridescent" là một bản rock ballad về niềm hy vọng giữa sự hỗn mang và bi đát.
Hans Zimmer đã hợp tác với Steve Jablonsky và Linkin Park để lồng ghép bài hát vào bản nhạc phim. Nó xuất hiện nhiều lần, chủ yếu là phần synth và piano mở bài, được điều chỉnh để phù hợp với tông của cảnh phim.

## Video âm nhạc
Vieo âm nhạc chính thức do Joe Hahn đạo diễn. Trong một đoạn phỏng vấn với MTV, Mike Shinoda nói rằng "Tôi chỉ biết rằng tôi sẽ vào vai một vị vua mù, có một chiếc ngai vàng làm bằng xương, vai tôi mọc sừng hươu, tôi có một con chó và một con rắn. Nếu muốn biết nó có nghĩa là gì thì các bạn phải hỏi Joe Hahn thôi". Video sẽ được phát lần đầu tiên trên MTV ngày 2 tháng 6 năm 2011.
Trong video hậu trường của "Iridescent", Joe nói rằng anh muốn kết hợp "linh hồn" của Transformers: Dark of the Moon với linh hồn của họ, cũng như những yếu tố của robot hòa lẫn vào với con người. Trong một video hậu trường khác được phát hành ngày 11 tháng 7 năm 2011, Shinoda được yêu cầu phải mang một con trăn thảm kim cương.
Video âm nhạc cho "Iridescent" được phát hành ngày 3 tháng 6 năm 2011 trên kênh MTV và VH1. Trong video thì Mike Shinoda là một vị vua chột mắt, có sừng mọc ra từ đôi vai, trị vì cư dân một vùng đất hậu tận thế. Nhiều cư dân trong thế giới naỳ ăn mặc rách rưới, trong đó có các thành viên ban nhạc còn lại. Phân cảnh cả ban nhạc ngồi ăn tiệc cùng nhau, gây liên tưởng đến bức tranh "Bữa ăn tối cuối cùng" của Leonardo da Vinci. Nhiều hình ảnh từ phim Transformers: Dark of the Moon được thêm vào video. Hahn nói rằng "video khám phá sự tồn tại của con người có thể bị ảnh hưởng như thế nào bởi các yếu tố của robot trong Transformers và mối đe dọa của Decepticons."
Ngày 28 tháng 6 năm 2011, ban nhạc thông báo video có thể được xem trong định dạng 3D ở phần danh đề của phim Transformers: Dark of the Moon.
Đến tháng 1 năm 2021, bài hát có 95 triệu lượt xem trên YouTube.

## Danh sách ca khúc
Tất cả các ca khúc được viết bởi Linkin Park.
| Đĩa đơn CD Châu Âu và tải xuống kĩ thuật số | Đĩa đơn CD Châu Âu và tải xuống kĩ thuật số      | Đĩa đơn CD Châu Âu và tải xuống kĩ thuật số |
| STT                                         | Nhan đề                                          | Thời lượng                                  |
| ------------------------------------------- | ------------------------------------------------ | ------------------------------------------- |
| 1.                                          | "Iridescent" (từ Transformers: Dark of the Moon) | 4:01                                        |
| 2.                                          | "New Divide"                                     | 4:30                                        |
| 3.                                          | "What I've Done"                                 | 3:25                                        |

| Đĩa đơn iTunes | Đĩa đơn iTunes                                   | Đĩa đơn iTunes |
| STT            | Nhan đề                                          | Thời lượng     |
| -------------- | ------------------------------------------------ | -------------- |
| 1.             | "Iridescent" (từ Transformers: Dark of the Moon) | 3:59           |

## Nhân sự
- Chester Bennington – ca sĩ, guitar đệm
- Mike Shinoda – ca sĩ chính, sampler, đàn organ, piano
- Brad Delson – guitar chính, hát bè
- Dave "Phoenix" Farrell – guitar bass, ca sĩ bè
- Joe Hahn – bàn xoay, sampler, hát bè
- Rob Bourdon – trống, bộ gõ, hát bè

## Xếp hạng
| Bảng xếp hạng (2011)                     | Vị trí cao nhất |
| ---------------------------------------- | --------------- |
| Austrian Singles Chart                   | 52              |
| Brazil (ABPD)                            | 39              |
| German Singles Chart                     | 46              |
| German Airplay Chart                     | 74              |
| Israel (Media Forest)                    | 10              |
| Japan Singles Chart                      | 95              |
| Lebanon (The Official Lebanese Top 20)   | 2               |
| Polish Singles Chart                     | 25              |
| Slovak Singles Chart                     | 87              |
| Hàn Quốc (International Chart) (GAON)    | 2               |
| Swiss Singles Chart                      | 69              |
| Úc (ARIA)                                | 39              |
| UK Singles (The Official Charts Company) | 93              |
| UK Rock (The Official Charts Company)    | 2               |
| US Billboard Hot 100                     | 81              |
| US Alternative Songs (Billboard)         | 19              |
| US Rock Songs (Billboard)                | 29              |

### Chứng nhận
| Quốc gia                                                    | Chứng nhận | Số đơn vị/doanh số chứng nhận |
| ----------------------------------------------------------- | ---------- | ----------------------------- |
| Hoa Kỳ (RIAA)                                               | Gold       | 500.000‡                      |
| ‡ Chứng nhận dựa theo doanh số tiêu thụ và phát trực tuyến. |            |                               |